# Aecidium glycines
Aecidium glycines är en svampart som beskrevs av Henn. 1895. Aecidium glycines ingår i släktet Aecidium, ordningen Pucciniales, klassen Pucciniomycetes, divisionen basidiesvampar och riket svampar.   Inga underarter finns listade i Catalogue of Life.